# Cheng Wentao
Cheng Wentao (18 de mayo de 1998) es una deportista china que compite en natación sincronizada. Ganó diez medallas en el Campeonato Mundial de Natación entre los años 2019 y 2025.

## Palmarés internacional
| Campeonato Mundial | Campeonato Mundial      | Campeonato Mundial | Campeonato Mundial |
| Año                | Lugar                   | Medalla            | Prueba             |
| ------------------ | ----------------------- | ------------------ | ------------------ |
| 2019               | Gwangju (Corea del Sur) | Medalla de plata   | Combinación libre  |
| 2023               | Fukuoka (Japón)         | Medalla de oro     | Rutina acrobática  |
| 2023               | Fukuoka (Japón)         | Medalla de oro     | Dúo libre mixto    |
| 2023               | Fukuoka (Japón)         | Medalla de bronce  | Dúo técnico mixto  |
| 2024               | Doha (Catar)            | Medalla de oro     | Dúo libre mixto    |
| 2024               | Doha (Catar)            | Medalla de oro     | Equipo libre       |
| 2024               | Doha (Catar)            | Medalla de plata   | Dúo técnico mixto  |
| 2025               | Singapur (Singapur)     | Medalla de oro     | Equipo técnico     |
| 2025               | Singapur (Singapur)     | Medalla de oro     | Equipo libre       |
| 2025               | Singapur (Singapur)     | Medalla de oro     | Rutina acrobática  |